# Коханка

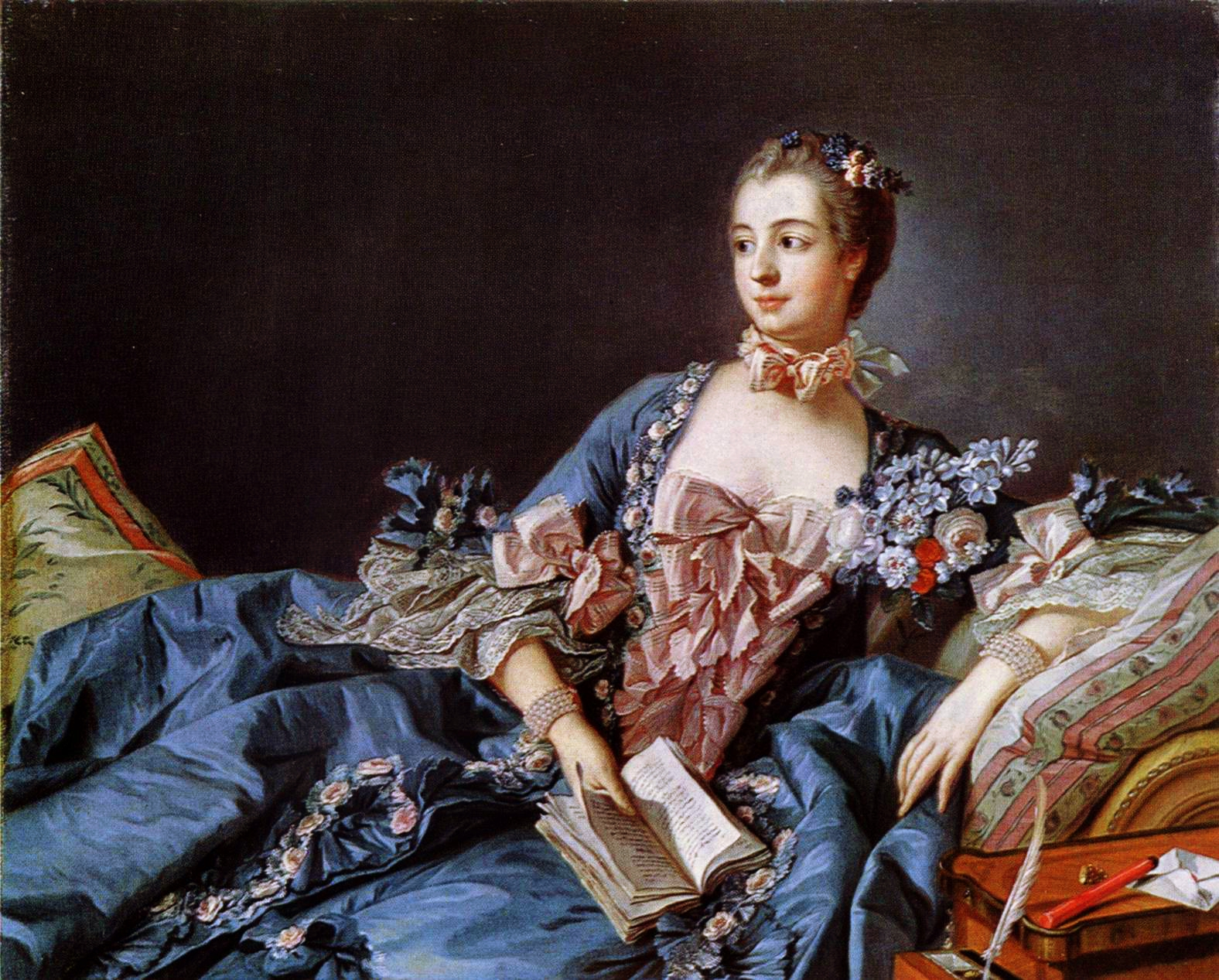
Маркіза де Помпадур, одна з найвідоміших коханок

Коха́нка (англ. mistress, lover) — жінка, що перебуває у тривалому сексуальному чи романтичному зв'язку з чоловіком, одруженим з іншою жінкою. Тобто жінка, яка не має статусу дружини, з якою чоловік зраджує свою дружину.
У минулому коханкою називали закохану жінку, одну з іпостасей і проявів жінки (поряд з подругою, матір'ю, професіоналкою чи творчинею), її здатність кохати. Також може позначати кохану жінку.

## Суспільне ставлення
Ставлення до жінок, залучених у любовні трикутники, протягом світової історії кардинально змінювалось. В частині культур співжиття з партнеркою при наявності законної дружини вважалося зрадою, і часто каралося як для коханця, так і для коханки. Наприклад, за церковним статутом Ярослава Мудрого за перелюб виплачувалася віра (штраф).
В інших культурах відкрите співжиття з коханками без укладання шлюбу не викликало громадського осуду, наприклад, у Стародавньому Римі існував цілий інститут такого співжиття — конкубінат.

## В історії
Петро I постійно тримав при собі коханок, називаючи їх «метресами» і «метресишками», що не викликало заперечень у його дружини Катерини I.
В історії залишились коханки чоловіків, що посідали владні позиції: як-от фаворитки монархів. Одна з найвідоміших коханок в історії — куртизанка маркіза де Помпадур — була фавориткою французького короля Людовика XV. У Франції навіть вживався термін «офіційна фаворитка» (фр. maîtresse en titre).